# Olivia McTaggart
Olivia McTaggart (* 9. Januar 2000 in Southport) ist eine neuseeländische Leichtathletin, die sich auf den Stabhochsprung spezialisiert hat.

## Sportliche Laufbahn
Erste internationale Erfahrungen sammelte Olivia McTaggart 2018 bei den Commonwealth Games im australischen Gold Coast, bei denen sie mit übersprungenen 4,30 m den neunten Platz belegte. Anschließend wurde sie bei den U20-Weltmeisterschaften in Tampere mit 4,30 m Fünfte. Im Jahr darauf gewann sie bei den Ozeanienmeisterschaften in Townsville mit 4,25 m die Silbermedaille hinter der Australierin Liz Parnov. Anschließend belegte sie bei der Sommer-Universiade in Neapel mit 4,31 m den vierten Platz. 2022 siegte sie mit 4,45 m beim Sir Graeme Douglas International und belegte kurz darauf bei den Hallenweltmeisterschaften in Belgrad mit übersprungenen 4,60 m den sechsten Platz. Im Juni siegte sie mit 4,50 m bei den Ozeanienmeisterschaften in Mackay und erreichte dann bei den Weltmeisterschaften in Eugene das Finale, scheiterte dort aber dreimal an der von ihr gewählten Einstiegshöhe von 4,30 m. Daraufhin wurde sie bei den Commonwealth Games in Birmingham mit 4,45 m Vierte. Im Jahr darauf schied sie bei den Weltmeisterschaften in Budapest mit 4,35 m in der Qualifikationsrunde aus. 2024 gelangte sie bei den Olympischen Sommerspielen in Paris mit 4,60 m im Finale auf Rang 13.
2025 belegte sie bei den Hallenweltmeisterschaften in Nanjing mit übersprungenen 4,45 m den elften Platz. Am 19. Juli 2025 gewann sie mit der neuen persönlichen Bestleistung von 4,73 m das Diamond-League-Meeting in London.
In den Jahren 2019 und 2022 wurde McTaggart neuseeländische Meisterin im Stabhochsprung. Ihr Bruder Cameron McTaggart ist als Gewichtheber aktiv.